# Tapinoma carininotum
Tapinoma carininotum é uma espécie de formiga do gênero Tapinoma.